# Suszeń
Suszeń – wieś w Polsce, położona w województwie lubelskim, w powiecie krasnostawskim, w gminie Rudnik.
W latach 1975–1998 wieś administracyjnie należała do województwa zamojskiego.
W skład sołectwa Suszeń gminy Rudnik wchodzi także wieś Potasznia.  Według Narodowego Spisu Powszechnego (III 2011 r.) wieś liczyła 92 mieszkańców.

## Wspólnoty wyznaniowe
- Kościoła rzymskokatolicki:
  - wierni należą do parafii św. Stanisława Biskupa i Męczennika w Gorzkowie[9]
- Świadkowie Jehowy:
  - zbór Suszeń (Sala Królestwa Suszeń 15)[10].